# Veitskapelle (Sichertshausen)

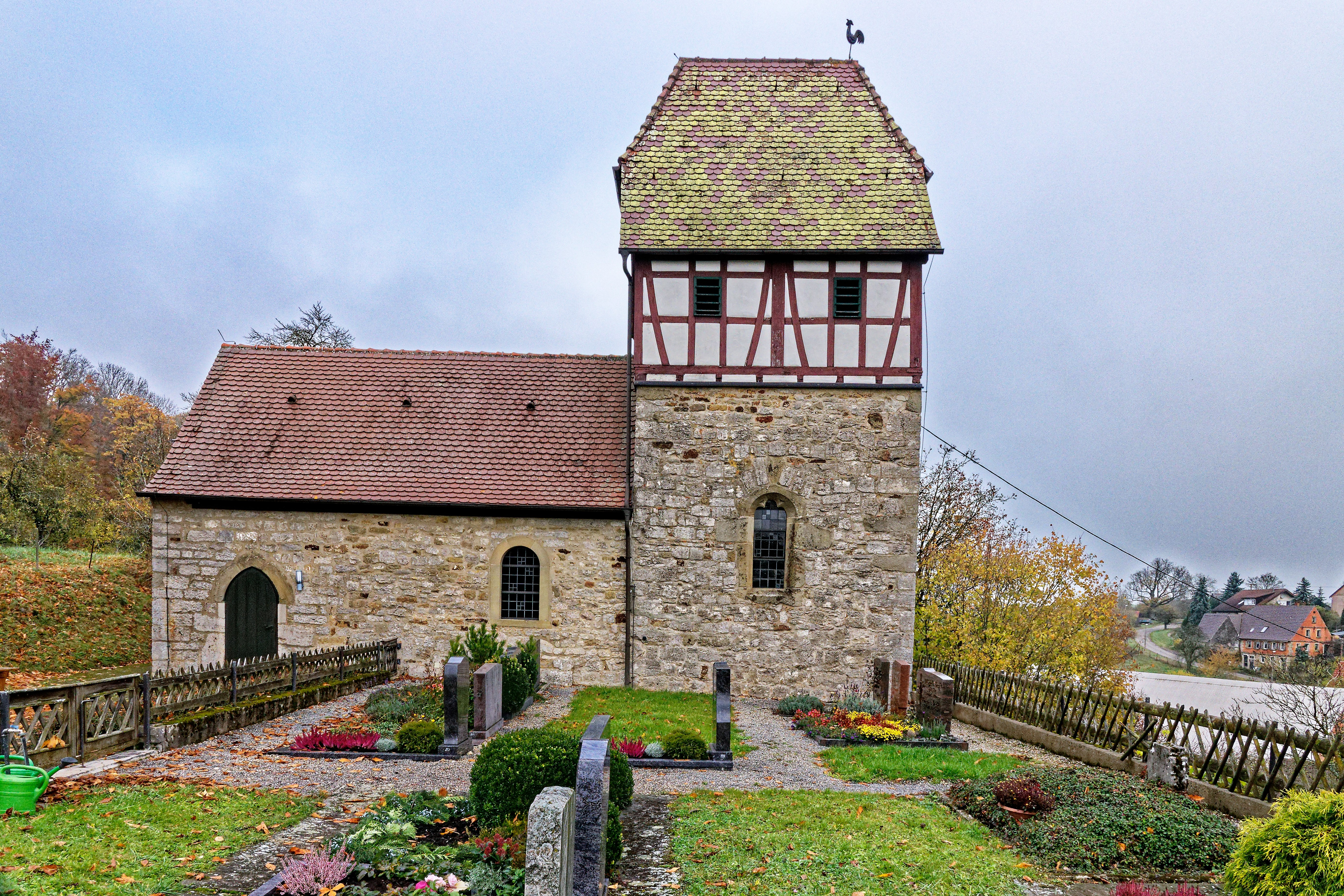
Veitskapelle in Sichertshausen

Die evangelische Veitskapelle steht auf dem Friedhof von Sichertshausen, einem Wohnplatz der Stadt Niederstetten im Main-Tauber-Kreis in Baden-Württemberg. Das Bauwerk ist beim Landesamt für Denkmalpflege Baden-Württemberg als Baudenkmal eingetragen. Die Kapelle gehört zum Kirchenbezirk Weikersheim der Evangelischen Landeskirche in Württemberg.

## Beschreibung
Die Saalkirche wurde im 13. Jahrhundert aus Bruchsteinen errichtet. Sie besteht aus einem Langhaus und einem später mit einem Geschoss aus Holzfachwerk aufgestockten Chorturm im Osten. Das Obergeschoss des Turms enthält hinter den Klangarkaden den Glockenstuhl mit zwei Kirchenglocken und ist mit einem Krüppelwalmdach bedeckt.
Der Innenraum des Chors, also das Erdgeschoss des Chorturms, ist mit einem Kreuzrippengewölbe überspannt.